# Quattroemezzo
Quattroemezzo è un album dell'artista reggae italiano Brusco, pubblicato nel 2009.

## Tracce
1. Sto bene qua
2. Il vigile
3. Superstar
4. Il mondo non finisce mai (feat. Roy Paci)
5. Born Bad
6. Solo Ganja / Bad con me
7. Musica che... (feat. Lady Flavia)
8. Baby (feat. Killacat e Biggie Bash)
9. Gimme Love
10. Tanti anni fa
11. Giù più Giù (feat. Don Rico e Terron Fabio)
12. Casa mia
13. Non ne posso più (feat. Gioman)
14. Femmina
15. Mi pigli
16. La vita Chiama
17. L'Italia
18. Se Giovanna
19. Un po' di te(mpo) (feat. Marina Nestola)
20. La folla (feat. Paya Boomdabash)
21. Ma chi sei
22. Mai come voi